# Bernhard Engelke (Heimatforscher)
Bernhard Engelke (* 8. September 1872 in Diepholz; † 7. Dezember 1958 in Hannover) war ein deutscher Jurist, Numismatiker, Senator und Autor. Größere Bekanntheit erlangte er jedoch als Heimatforscher.

## Leben und Wirken
Geboren in Diepholz kurz nach der Ausrufung des Deutschen Kaiserreichs, besuchte Bernhard Engelke von 1886 bis 1893 das Gymnasium in Oldenburg und studierte anschließend von 1893 bis zu seiner Promotion 1899 Rechtswissenschaften an der Universität Jena, der Universität München und der Universität Göttingen.
Am 20. November 1903 trat Engelke zunächst als „juristischer Hilfsarbeiter“ in den Dienst der Stadt Linden, die knapp zwei Jahrzehnte vorher (1885) selbständig geworden war und vom zuvor „schönsten Dorf im Königreich Hannover“ über den Titel als „größtes Dorf im Königreich Preußen“ längst zur Industriestadt aufgestiegen war.
Keine zwei Jahre nach Engelkes Dienstantritt wurde er am 11. Februar 1905 zum juristischen Senator Lindens gewählt und war in diesem Amt unter anderem für das Steuerwesen zuständig. Zudem wurde er im Mai 1909 stellvertretender Vorsitzender des Lindener Stadtbaupolizeiamtes.
Nach dem Ersten Weltkrieg, als Linden zur Zeit der Weimarer Republik zum 1. Januar 1920 in die Stadt Hannover eingemeindet wurde, übernahm man Engelke in den hannoverschen Magistrat. Hier war er zunächst zuständig für die „Gartendirektion“, die städtischen Friedhöfe, das Museums- und Bibliothekswesen, die städtischen Krankenhäuser sowie die Gesundheitsvorsorge. Nach dem Höhepunkt der Deutschen Hyperinflation wurde Engelke zudem verantwortlich für die städtische Wohlfahrtspflege.
In die Amtszeit von Bernhard Engelke, dessen Aufgabenbereich auch das städtische Bibliothekswesen war, fiel unter anderem 1931 der Turmbau der Stadtbibliothek Hannover.
Zur Zeit des Nationalsozialismus wurde Bernhard Engelke zum 1. April 1935 in den Ruhestand versetzt.

## Schriften (Auswahl)
- Lindener Dorfchronik.  In: Hannoversche Geschichtsblätter. Folge 10, 1910, S. 81–162, (Sonderabdruck. Ernst Geibel, Hannover 1910, Auszug zum Thema Das Dorf Linden bis zum Jahre 1600. S. 2–5 auf der Seite lebensraum-linden.de, zuletzt abgerufen am 9. November 2014).
- Gerstenberg und die Musik seiner Zeit. In: Zeitschrift der Gesellschaft für Schleswig-Holsteinische Geschichte. Bd. 56 (1927), S. 417–448.
- Münzgeschichte der Stadt Hannover. In: Hannoversche Geschichtsblätter. Folge 18, 1915, S. 1–219 u. 422–456.
- Der Marstemgau. In: Hannoversche Geschichtsblätter. Folge 31, 1928, S. 247–281.

Zudem schrieb Engelke zahlreiche Beiträge in verschiedenen Serien, wie etwa Niedersächsisches Jahrbuch für Landesgeschichte, Blätter für Münzfreunde und anderen Werksserien.